# Kennedy (Bogotá)

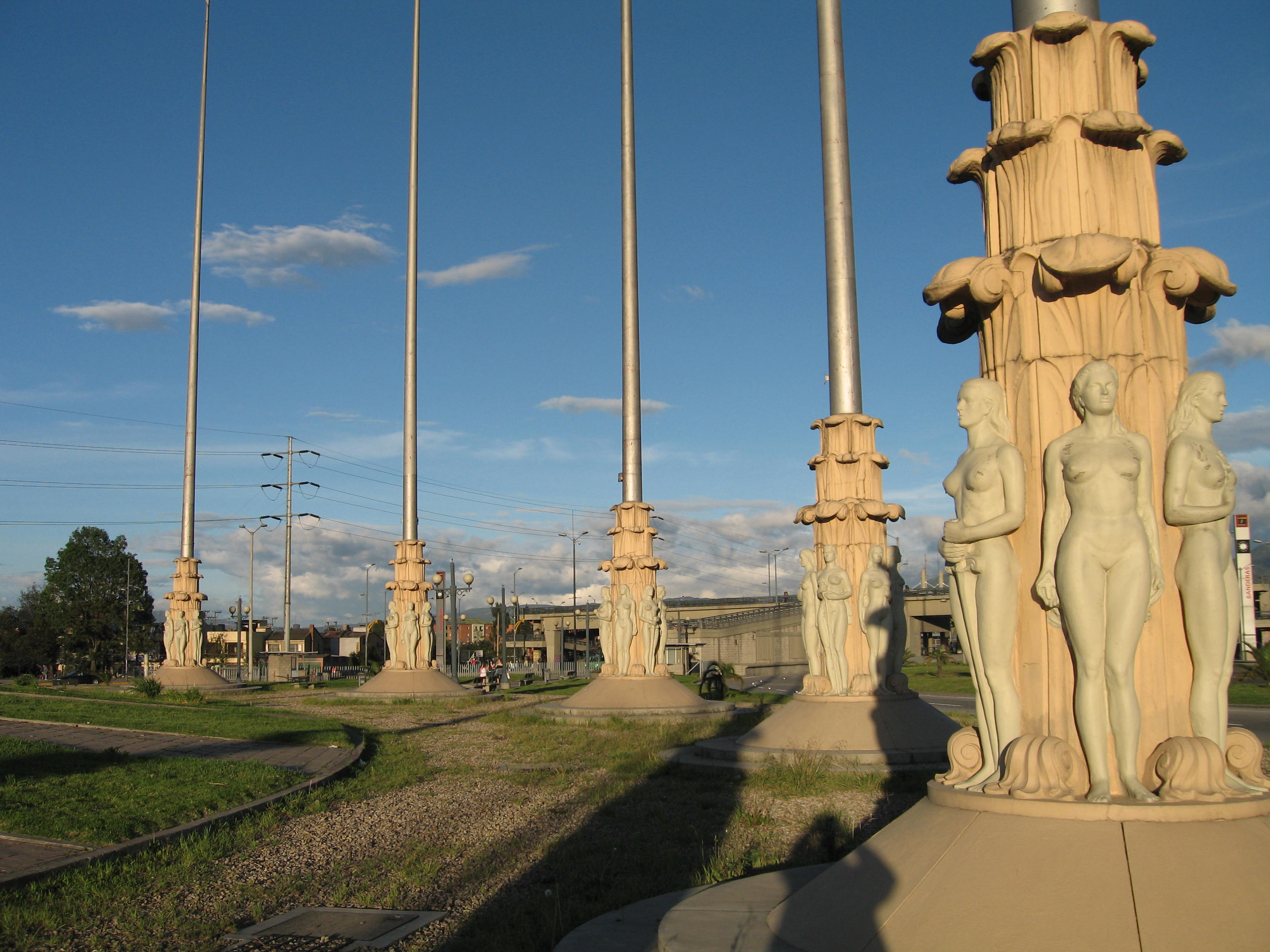
Monumento às Bandeiras, vizinho do local onde ficava o Aeroporto de Techo.

Kennedy é a localidade número 8 do Distrito Capital de Bogotá, Colômbia. Tem 12 Unidades de Planejamento Zonal e 488 bairros. Sua população estimada para 2021 é de 1'034.838 habitantes.
Perto de uma laguna e de vários pauis habitaba neste lugar a comunidade chibcha de Techo até 1607, quando os espanhóis a deslocaram e fundaram fazendas. O Aeroporto Techo foi o primeiro em Bogotá e funcionou entre 1930 e 1959. Em 1961, uma urbanização foi empreendida por meio do Instituto de Crédito Territorial, graças aos empréstimos e orçamentos do programa Aliança para o Progresso do Presidente dos Estados Unidos, John F. Kennedy, que fez uma visita a Bogotá em dezembro daquele ano. Até 1963 chamava-se Ciudad Techo, mas o nome foi alterado para Ciudad Kennedy em homenagem ao presidente assassinado. Em direção ao sul e oeste de Ciudad Kennedy, vários bairros se desenvolveram por autoconstrução e alguns como urbanizações projetadas. Em 1971 foi criada a prefeitura menor de Kennedy, localidade desde 1992.